# Gutkind
Gutkind Forlag A/S er et dansk forlag, stiftet i januar 2020 og ejet af svenske Bonnier Books.

## Ejerskab
Gutkind Forlag er opkaldt efter Gutkind Hirschel, en jødisk indvandrer, der i begyndelsen af det 19. århundrede kom til Danmark fra Tyskland og åbnede sin første boghandel i København i 1804.
Hirschel tog senere navneforandring til Gerhard Bonnier, og hans søn Albert Bonnier stiftede i 1837 i Sverige en forlagsvirksomhed, der siden fik en helt central plads i Nordens og Europas forlags- og medieliv.

## Oprettelse
Gutkind Forlag blev oprettet i januar 2020. 

Rosinantes  tidligere forlagschef, Jacob Søndergaard, blev efter fusioneringen af Rosinante & Co. med Gyldendal kontaktet af svenske Bonnier Books, der i nogen tid havde været på udkig efter en mulighed for at komme tilbage på det danske marked. Det blev besluttet at stifte et nyt forlag med Jacob Søndergaard i spidsen som direktør. En række tidligere Rosinante-forfattere, bl.a. Helle Helle, valgte at indgå aftale om videreførelse af deres forfatterskaber på Gutkind Forlag.
Stine Pilgaards roman Meter i sekundet udkom den 15. maj 2020 og var forlagets første udgivelse.